# Agliè
Agliè (piemonti nyelven Ajé) egy észak-olaszországi község (comune) a Piemont régióban, Torino megyében, 35 kilométerre Torinótól.

## A város története
Agliè az ókori római város, Alladium romjai felett helyezkedik el. Aglièt legelőször néhány 1019-es dokumentumban említik, de még nem ezen a néven. Ekkoriban a „város” csak egy kastélyból állt, mely Macugnano védelmére szolgált. A várost Agliè néven először 1141-ben említik ezen a néven.

## Egyéb látnivalók
- hercegi kastély
- Villa meleto
- Madonna delle Grazie templom
- Madonna della Neve templom
- Santa Marta templom

## Külső hivatkozások
- aglieonline.it
- Agliè a Google Maps-on